# Anne de Kiev
Pour les articles homonymes, voir Anne de Russie.
Anne de Kiev (ukrainien : Анна Ярославна, Anna Iaroslavna), née vers 1024, 1032 ou en 1036 à Kiev en Rus' et morte entre 1075 et 1089, est une princesse kievienne, fille de Iaroslav le Sage, grand-prince de Kiev, prince de Novgorod et prince de Rostov, et de sa seconde épouse, Ingigerd de Suède. Elle est l'épouse de Henri Ier et reine des Francs de 1051 à 1060. Elle est également la mère du roi Philippe Ier.
On sait très peu de choses sur la vie de cette princesse et les archives manquent. La reine est appelée de différentes manières, Anne de Russie, Agnès ou Anne de Ruthénie  ou Anne d'Esclavénie[réf. souhaitée] ou, plus récemment, Anne d'Ukraine. La Rus' de Kiev, premier État constitué des Slaves de l'Est, dès le ixe siècle s'est développée sous l'impulsion des Varègues scandinaves et dans le sillage culturel de Byzance, notamment avec la conversion au christianisme byzantin par Vladimir Ier en 988.

## Biographie

### Famille
Son ascendance est mentionnée par quelques généalogies qui nomment son arrière-grand-père paternel Romain II, empereur byzantin, lequel affirmait descendre des rois de Macédoine. Cependant, la fille de Romain II, Anne de Byzance, est la deuxième épouse de Vladimir Ier. L'ascendance maternelle de Iaroslav le Sage (fils de Vladimir et père d'Anne de Kiev) est elle-même sujette à un débat historique, entre plusieurs hypothèses le présentant comme fils de la païenne Rogneda de Polotsk, d'Anne de Byzance, ou même un bâtard d'une mère dont on n'aurait pas retenu le nom. Anne de Byzance n'est ainsi peut-être pas la grand-mère d'Anne de Kiev, et Romain II pourrait donc ne pas être son bisaïeul.

### Mariage

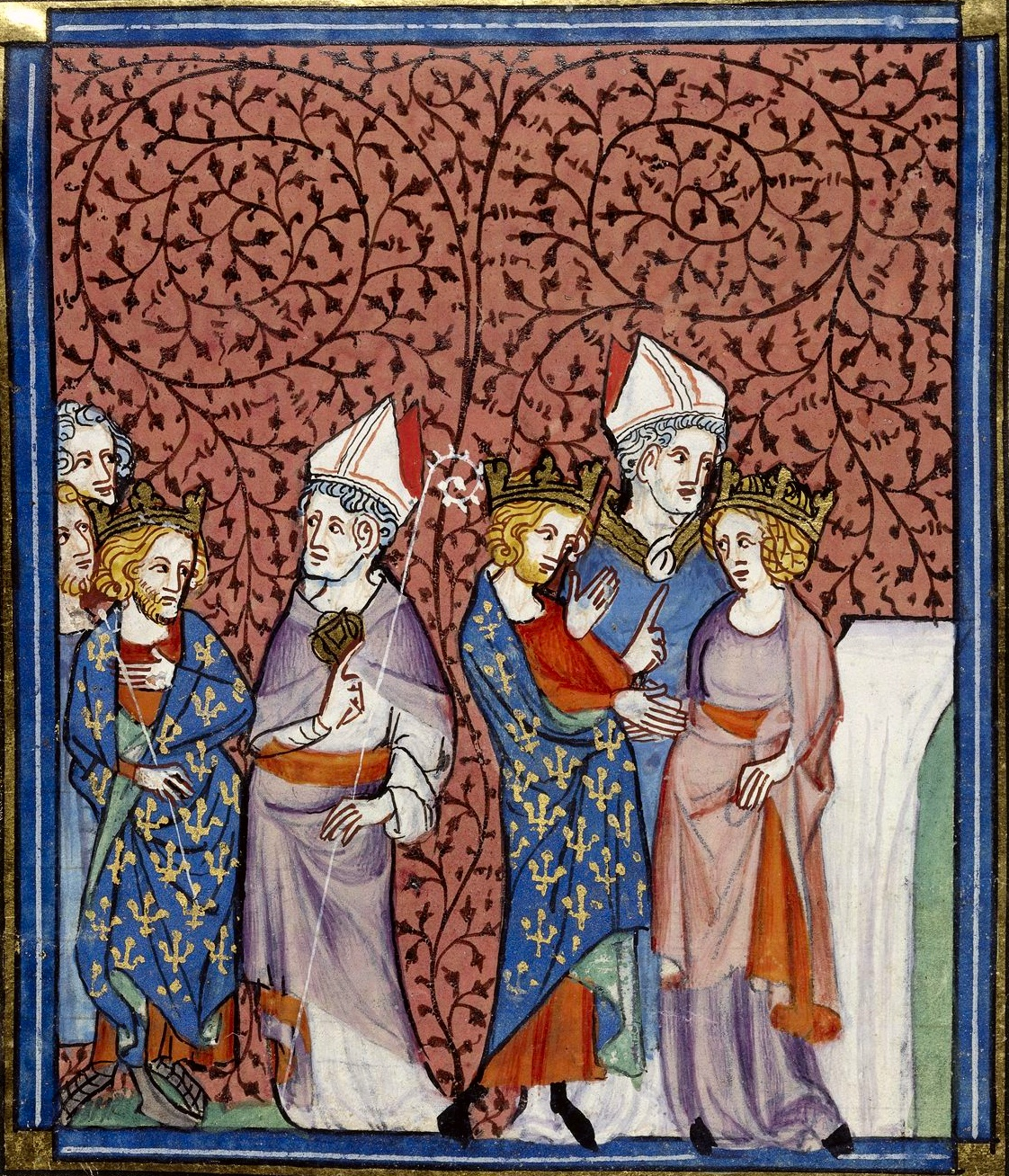
Échange de consentements entre Anne et le roi Henri Ier (roi des Francs).
Enluminure ornant les Chroniques de France ou de Saint-Denis (1332-1350), British Library, ms. 16 G.

Une ambassade de grande importance est envoyée à Kiev pour y obtenir la main de la fille de Iaroslav le Sage, prince de Kiev. Cette ambassade est conduite par Roger II de Châlons, évêque de Châlons. Anne a reçu une éducation soignée et connaît le grec et le latin. Le consentement des parents obtenu, elle voyage par Cracovie, Prague et Ratisbonne. Appartenant, par sa confession, à l'Église des sept conciles, elle épouse à Reims en premières noces, le 19 mai 1051, le roi Henri Ier de France qui relève, quant à lui, de l'Église catholique romaine. Ces deux Églises forment encore l'Église indivise, puisque cet événement a lieu avant le schisme de 1054. Ce mariage à Reims est l'occasion de grandes festivités.

### Unions et descendance
De leur union naissent quatre enfants :
- Philippe Ier (1052-1108) ;
- Robert (1054-c.1063) ;
- Emma[Note 5] (1055-c.1109), aussi connue sous le nom de Edigna de Puch (en)[5], reconnue bienheureuse par l'Église catholique en 1600[6] mais dont l'existence est sujette à caution ;
- Hugues le Grand (1057-1101).

Réputée descendante de Philippe II de Macédoine,, elle introduit le prénom « Philippe » à la cour de France en le donnant au fils aîné de son premier mariage. Il règne sous le nom de Philippe Ier, premier roi des Francs à ne pas porter un prénom germanique.
Devenue veuve d'Henri Ier, elle est co-régente de son fils Philippe jusqu'en 1063, date de son remariage avec le comte de Valois, Raoul de Crépy, après que celui-ci a répudié son épouse légitime. Cette union suscite la colère des évêques, ainsi qu'une brouille passagère avec son fils Philippe Ier et le couple est excommunié en 1064.
Anne fait reconstruire à Senlis une église ou chapelle ruinée qui est consacrée en 1065 et y fonde en même temps l'abbaye Saint-Vincent. Elle meurt entre 1075 et 1089.

## Prétendue tombe de Villiers-aux-Nonnains
Anne aurait été inhumée à l'abbaye de Villiers-aux-Nonnains à Cerny près de La Ferté-Alais dans l'Essonne. Étant donné que l'abbaye de Villiers n'a été fondée que vers 1220, soit près de 140 ans après cette inhumation, et qu'aucun texte ne parle d'un transfert des restes d'Anne dans l'abbaye, il est difficile d'admettre qu'elle y est inhumée dès sa mort. Cette abbaye est détruite à la Révolution française consécutivement au vote par l'Assemblée nationale législative du décret du 14 août 1792, « relatif à la destruction des monumens, susceptibles de rappeler la féodalité ». Les pierres de l'abbaye sont ensuite utilisées pour la construction de certaines maisons de La Ferté-Alais.
En 1682, le Journal des savants rend compte brièvement d'une série de « nouvelles découvertes » historiques faites par le père Menestrier, savant jésuite qui est alors une autorité en matière d'histoire nobiliaire. En tête de celles-ci, figure la description d'une pierre tombale trouvée dans l'église abbatiale de Villiers-aux-Nonnains, près de la Ferté-Alais : le père Menestrier s'est persuadé qu'elle appartenait à la reine malencontreusement appelée Agnès plutôt qu'Anne, épouse de Henri Ier.

« C’est une tombe plate dont les extrémités sont rompues. La figure de cette Reine y est gravée, ayant sur sa tête une couronne à la manière des bonnets que l’on donne aux Électeurs. il y a un retour en demi-cercle, où commence son épitaphe en ces termes : Hic jacet Domina Agnes uxor quondam Henrici Regis, le reste est rompu, et sur l'autre retour on lit : eorum per misericordiam Dei requiescant in pace… »

Les auteurs de la Gallia Christiana revinrent sur le sujet dans leur notice sur l'abbaye de Villiers. Ils firent remarquer que deux informateurs de leur ordre avaient examiné cette épitaphe à un siècle d'intervalle et qu'aucun n'y avait vu le mot Regis ; Magdelon Theulier, qui avait visité l'abbaye dès 1642, croyait même que les mots uxor quondam Henrici avait été rajoutés à l'inscription primitive. D'ailleurs les bénédictins du XVIIIe siècle, pas plus que les frères de Sainte-Marthe au siècle précédent, n'imaginaient qu'Anne de Ruthénie pût apparaître sous le nom d'Agnès ; ils s'étonnaient que l'abbaye de Villiers ayant été fondée un bon siècle et demi après sa mort, il aurait fallu qu'elle y fût transférée après 1220 sans que cet événement ne laissât de trace ; ils pensaient enfin, ayant sans doute consulté Duchesne ou dom Bouquet, qu'Anne, veuve de Raoul, était retournée mourir en Ruthénie.[réf. souhaitée]
La pierre tombale ayant disparu depuis la Révolution, ces deux textes constituent les seules sources relatives à cette tombe et le terme Regis qui paraît avoir trompé Menestrier ne peut plus être expliqué. Car, en dehors de lui, rien ne résiste : personne n'a jamais pu expliquer de manière convaincante comment la dépouille d'Anne de Kiev serait arrivée dans cette obscure abbaye de femmes du Gâtinais ni par quelle autre église ou chapelle elle aurait transité auparavant ; le type de pierre décrit par le Journal des Savants, avec l'effigie de la défunte entourée d'une épitaphe, n'existait certainement pas au milieu du XIe siècle, comme le souligne R.-H. Bautier ; enfin, l'utilisation du pluriel : eorum… requiescant… signifie que la défunte n'était pas seule. L'hypothèse de loin la plus vraisemblable est donc que cette femme en bonnet, épouse — pourquoi pas ? — d'un certain Henri qui n'était pas roi et qui partageait peut-être sa tombe, était une bienfaitrice de l'abbaye ayant vécu au XIIIe siècle et qui fut accueillie à sa mort dans l'église des religieuses.[réf. souhaitée]
L'article du Journal des savants ainsi qu'une traduction de la notice latine des bénédictins ont été republiés avec soin à la fin du Recueil de Labanoff. Une autre copie de ce petit dossier se trouve parmi les annexes d'une traduction de la Chronique de Nestor donnée par Louis Paris en 1834.[réf. souhaitée]

## Postérité

### Dans la fiction
- Régine Deforges, Sous le ciel de Novgorod (roman).

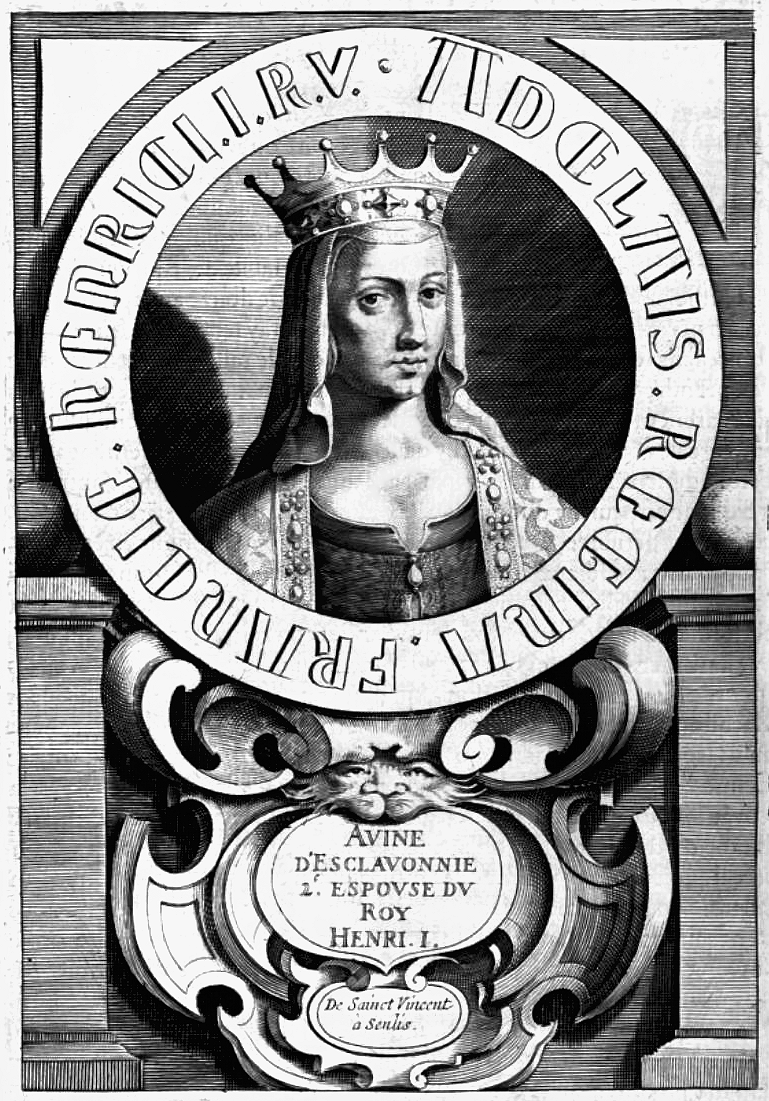
Vue d'artiste d'Anne de Kiev, d'après une effigie de l'abbaye Saint-Vincent de Senlis fondée par la reine. Gravure extraite de l’Histoire de France de François Eudes de Mézeray, Paris, 1643.

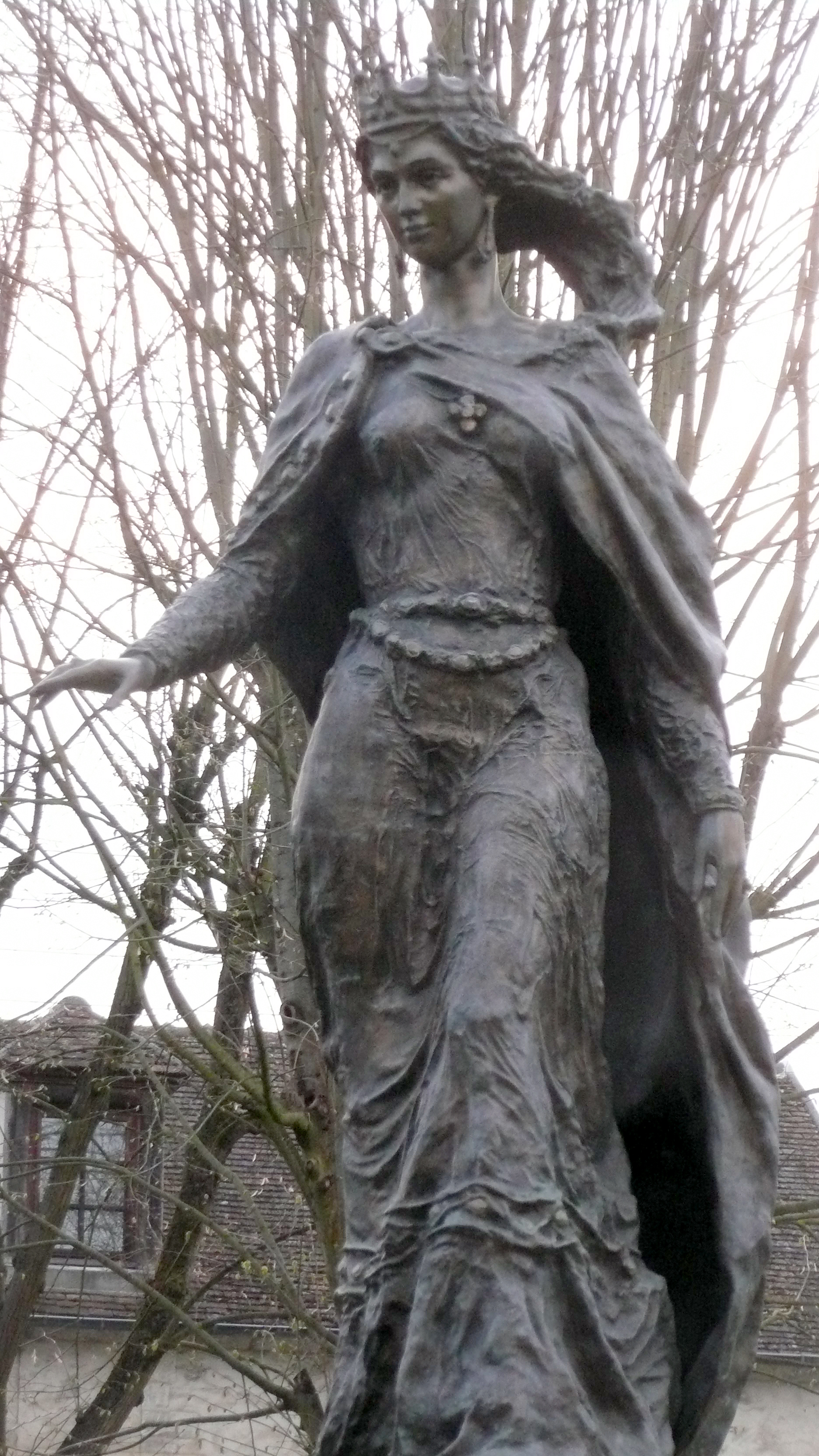
Statue d'Anne de Kiev érigée en 2005 à Senlis.
Vue d'artiste par les sculpteurs ukrainiens Myhkolay et Valentyn Znoba.

- Antoine Ladinsky Anne de Kiev, reine de France, adapté au cinéma par Igor Maslennikov sous le titre Yaroslavna, Reine de France (Ярославна, королева Франции), 1978.
- Marie-Claude Monchaux, La petite princesse des neiges, Anne de Kiev (roman historique).
- La pièce Nous vivrons éternellement (Yaroslavna — reine de France) de Valentyn Sokolovsky tirée de son roman Anna. La Dilogie.
- Andreï Makine évoque plusieurs fois Anne de Kiev dans son roman Le Testament français.

### Brigade Anne de Kyiv
Le 9 octobre 2024, dans le contexte du soutien à l'Ukraine lors de l'invasion russe, le président français Emmanuel Macron annonce que la France entraîne et équipe 2 300 soldats ukrainiens sur le sol français. Ils sont regroupés dans une brigade en voie d'intégration aux forces armées ukrainiennes, qui porte le nom de « brigade Anne de Kyiv ». Ce nom vise à souligner la « connexion culturelle et historique profonde » qui unit les deux pays,. La brigade a connu de nombreux cas de désertion de soldats ukrainiens, tant durant la période d'entraînement en France que sur le front, notamment dans la zone de combat de Pokrovsk,.